# Stadtmuseum Melk
Koordinaten: 48° 13′ 35,5″ N, 15° 19′ 43,7″ O

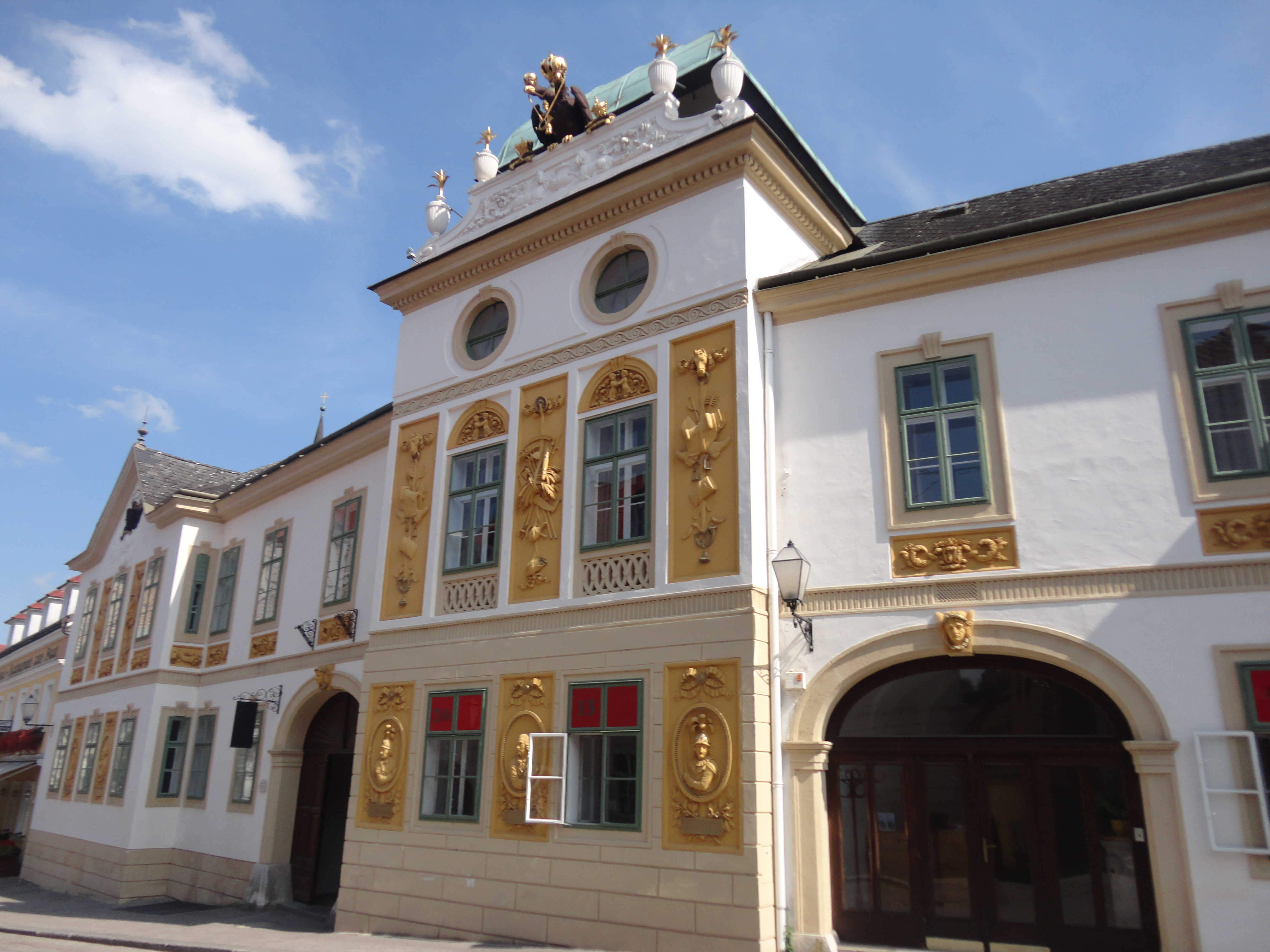
Das alte Posthaus in Melk

Das Stadtmuseum Melk in Melk in Niederösterreich gilt mit dem 6500 Jahre alten Exponat Idol mit Vogelgesicht als Sehenswürdigkeit der Wachau.

## Geschichte
In der Gemeinderatssitzung vom 5. Oktober 1879 wurde die Errichtung eines Museums in Melk beschlossen und im Mai 1880 wurden im Rathaussaal einige Schaukästen aufgestellt und „mit den vorhandenen antiken Gegenständen und den wenigen vorliegenden alten Schriften versehen“. Unter der Leitung des Apothekers Franz Xaver Linde (1937–1903) gewann das Museum an Bedeutung. Bereits 1903 wurde ein gedrucktes „Verzeichnis der im städtischen Museum zu Melk sich befindenden Gegenstände“ herausgegeben, in dem auf 22 Seiten 420 Objekte beschrieben wurden.
Nach dem Tode Lindes im Jahre 1903 nahm sich sein Sohn Franz X. Linde jun. (1867–1929) des Museums an und begann eine rege urgeschichtliche Sammlung, die mit den Fundgegenständen des ersten Rektors des Seminars Melk Josef Aichingers eine wesentliche Erweiterung erfuhr.
Da das Rathaus die Exponate nicht mehr fassen konnte, übersiedelte das Museum in ein Nebengebäude der Apotheke. An diese Zeit erinnern noch mehrere Römersteine an der Fassade des Hauses.
Nachdem im Jahre 1926 die Apotheke die Museumsräume beanspruchte, wurden die Bestände vorübergehend im Stift Melk deponiert und 1931 im Brauhaus neu aufgestellt. In dieser Zeit wurden mit dem Bundesdenkmalamt auch zahlreiche archäologische Grabungen im Raume Melk durchgeführt, von denen jene am Höpfenbühel und in der Sandgrube Dober hervorzuheben wären.
Während der Kriegszeiten hatte der Museumsbestand keine Einbußen erlitten.
Am 13. Juli 1946 wurde es in Anwesenheit des russischen Kommandanten Chromoff im Brauhaus wiedereröffnet.
Kaum ein Jahr später musste das Museum neuerlich im Stift Melk zwischengelagert werden. In der Folge nahm sich Franz Hutter (1897–1975) des Museums an. Ihm gelang es, für das Museum im Fürnbergischen Posthaus geeignete Räumlichkeiten zu adaptieren. Am 21. November 1959 wurde das „Melker Heimatmuseum“ durch Landeshauptmann Steinböck feierlich eröffnet.
Zwischen 1973 und 1984 hatte das Museum keine entsprechende Betreuung und Führung, so dass es zu einer erheblichen Verwahrlosung der Bestände kam.

### Museumsverein
1984 wurde Anton Harrer zum Kustos bestellt. Über seine Initiative konstituierte sich 1985 der Kultur- und Museumsverein Melk, der sich seither intensiv um die Belange des Museums kümmert und durch zahlreiche Ausstellungen und Veranstaltungen eine neue positive Bewertung des Stadtmuseums Melk bewirkte.
Neben der Museumstätigkeit kommt auch der Archivführung große Bedeutung zu, wobei auch der Dokumentation der Zeitgeschichte breiter Raum eingeräumt wird. Die Foto- und Dia-Sammlung wurde gezielt erweitert und umfasst über 30.000 Aufnahmen, welche großteils EDV-mäßig erfasst sind. Seit 2006 erfolgt die Bildarchivierung digital.
Nach Differenzen des Vereins mit der Stadt Melk löste er sich 2013 auf.